# Passaporto barbadiano
Il passaporto barbadiano è un documento rilasciato ai cittadini barbadiani per effettuare viaggi in altri paesi.

## Caratteristiche del passaporto barbadiano
Il passaporto barbadiano è il documento di riconoscimento all'estero che viene attribuito alle persone con cittadinanza barbadiana. Il primo passaporto ha la scritta "Passaporto britannico" essendo una ex-colonia inglese. Oggi non appartenendo all'Impero inglese nel passaporto c'è scritto "Comunità Caraibica",che è l'insieme di arcipelaghi dell'Ex impero inglese.

## Paesi per i quali non è necessario il visto
Il passaporto barbadiano permette l'accesso visa-free per 163 paesi. Ha accesso libero a tutta l'area Schengen.

## Persone a cui è stato ritirato il passaporto barbadiano
Attualmente il passaporto barbadiano non è stato ritirato a nessun cittadino.